# كالفين نيكولاس
كالفين نيكولاس (بالإنجليزية: Calvin Lewis Nicholas)‏ هو لاعب كرة قدم أمريكية أمريكي، ولد في 11 يونيو 1964 في باتون روج في الولايات المتحدة.

## وصلات خارجية
- كالفين نيكولاس على موقع مرجع كرة القدم المحترفة.كوم (الإنجليزية)
- كالفين نيكولاس على موقع JustSportsStats.com (الإنجليزية)